# Pamphorichthys scalpridens
Pamphorichthys scalpridens är en fiskart som först beskrevs av Garman, 1895.  Pamphorichthys scalpridens ingår i släktet Pamphorichthys och familjen Poeciliidae. Inga underarter finns listade i Catalogue of Life.